# NGC 139
NGC 139 je galaksija u zviježđu Ribe.

## Vanjske poveznice
- SEDS: NGC 0139